# 尼克·安德森 (棒球員)
尼克·保羅·安德森（英語：Nick Paul Anderson，1990年7月5日—），為美國職棒大聯盟的投手，目前效力於科羅拉多洛磯。他先前曾效力於馬林魚、光芒、勇士與皇家等隊。

## 職業生涯

### 獨立聯盟
2012年美國職棒大聯盟選秀，安德森在第32輪被釀酒人選走。但他並未和球隊簽約，而是繼續在獨立聯盟打了三年球。

### 明尼蘇達雙城
2015年8月，安德森加入雙城隊。他在1A的防禦率只有0.75，隔年在高階1A拿下4勝3敗，防禦率2.65。2017年，他在高階1A及2A合計拿下4勝1敗，防禦率1.00。2018年，他在3A拿下8勝2敗，防禦率3.30。

### 邁阿密馬林魚
2018年11月20日，雙城將安德森交易到馬林魚，換來Brian Schales。
2019年3月28日，安德森在開幕戰完成大聯盟初登板，並順利解決萊恩·麥克曼恩。5月4日，他在延長賽投了2局無失分，最終拿下大聯盟首勝。

### 坦帕灣光芒
2019年7月31日，馬林魚將他和Trevor Richards交易到光芒，換來Jesús Sánchez和Ryne Stanek。之後他到了光芒，防禦率只有2.11。2020年，他拿下2勝1敗，防禦率0.55，並拿下6次救援成功。光芒在這年一路闖進世界大賽，不過安德森也寫下季後賽連7場出賽都失分的紀錄。
2021年3月25日，光芒宣布安德森將因為動手肘手術而缺席整個上半季。之後他一直到9月12日才又重返大聯盟。

## 個人生活
2010年，當時才20歲的安德森就因酒駕被捕，並在2011年被判拘役8天。

## 外部連結
- 球員資訊和成績在MLB ，ESPN ，Baseball Reference ，Fangraphs ，The Baseball Cube （英文）